# Wellman (Texas)
Wellman é uma cidade localizada no estado norte-americano de Texas, no Condado de Terry.

## Demografia
Segundo o censo norte-americano de 2000, a sua população era de 203 habitantes.
Em 2006, foi estimada uma população de 201, um decréscimo de 2 (-1.0%).

## Geografia
De acordo com o United States Census Bureau tem uma área de
0,9 km², dos quais 0,9 km² cobertos por terra e 0,0 km² cobertos por água.

## Localidades na vizinhança
O diagrama seguinte representa as localidades num raio de 40 km ao redor de Wellman.